# Гутисько

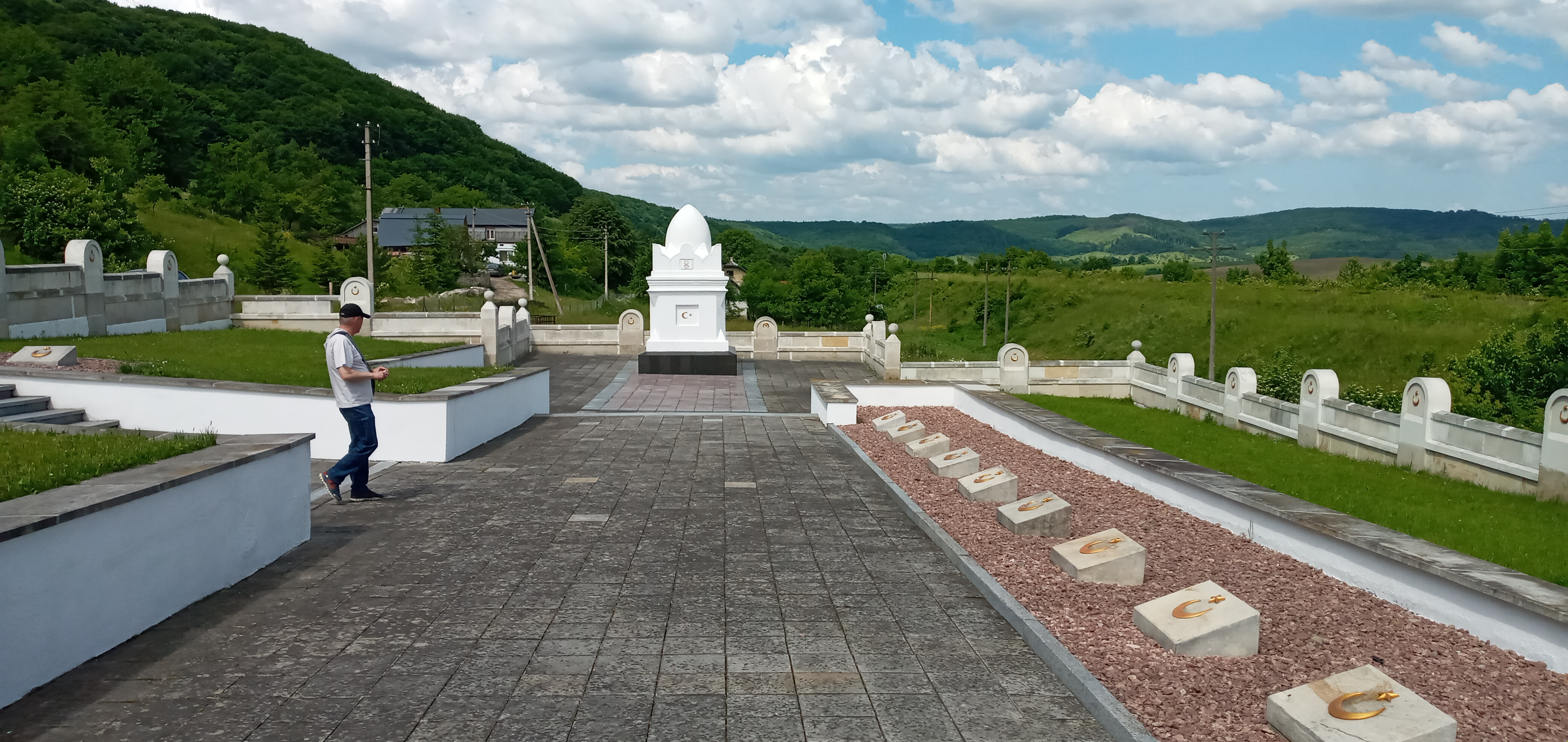
Поховання турецьких воїнів у Гутиську

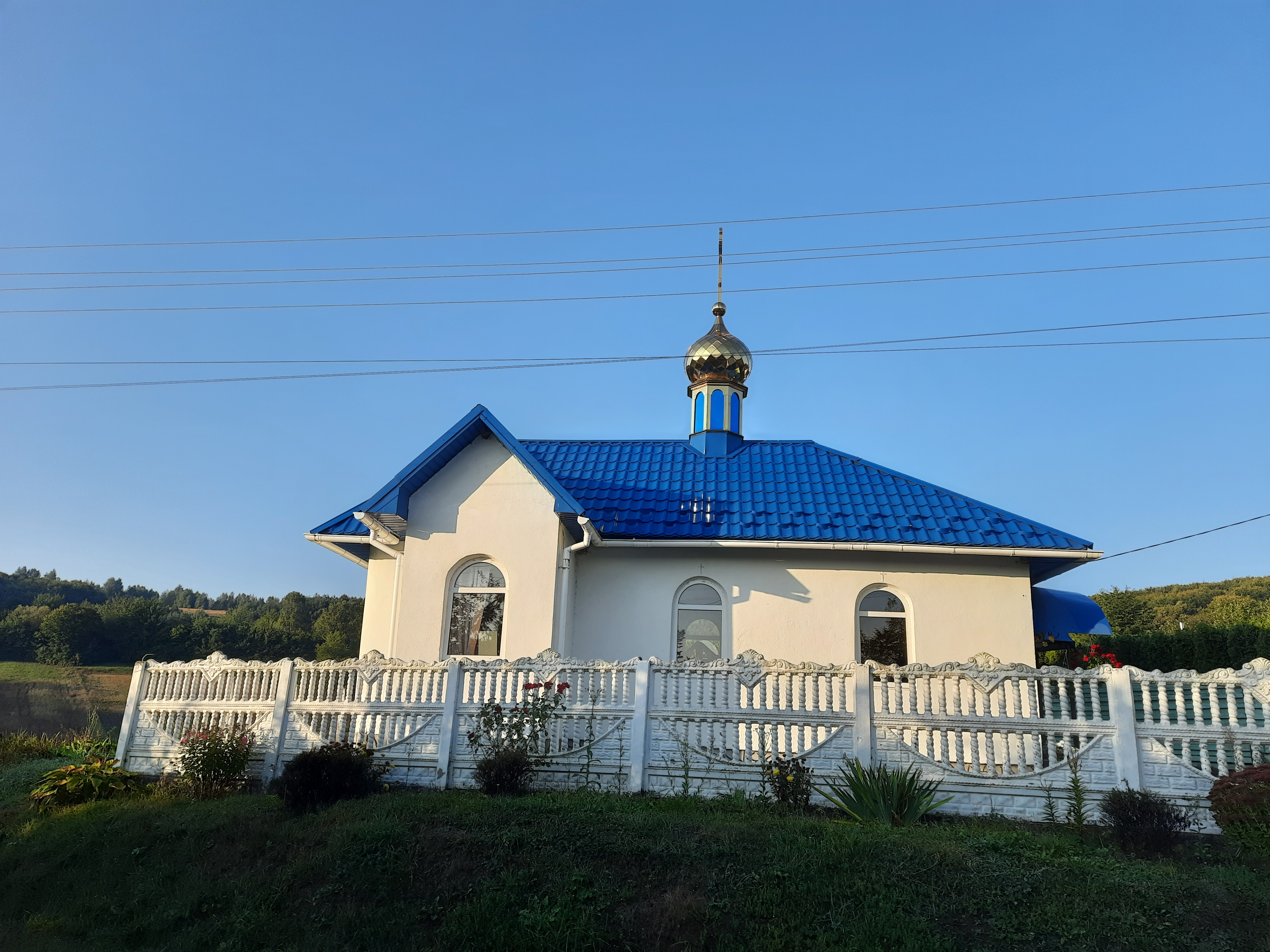
Церква Успіння Пресвятої Богородиці

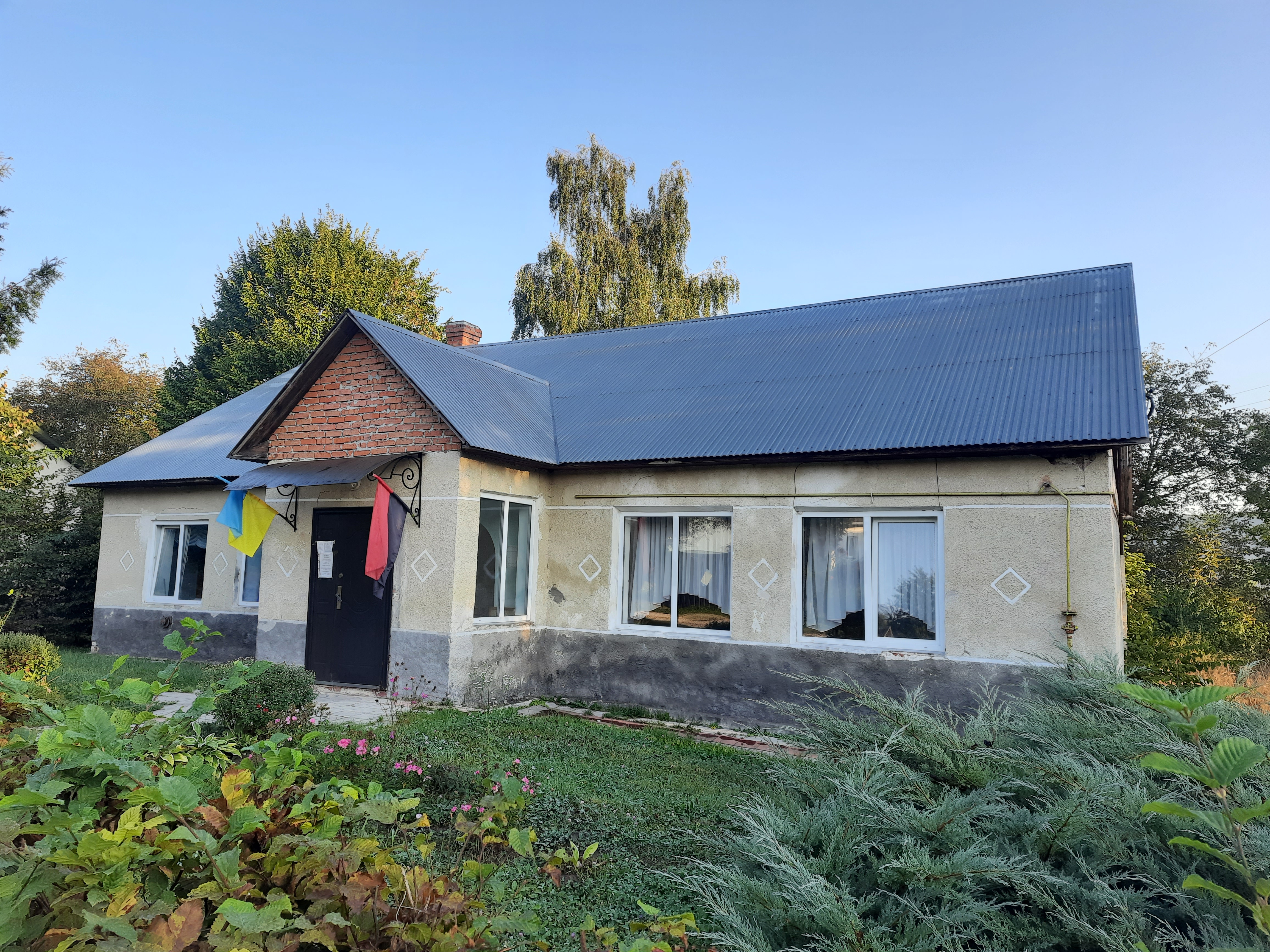
Старостат

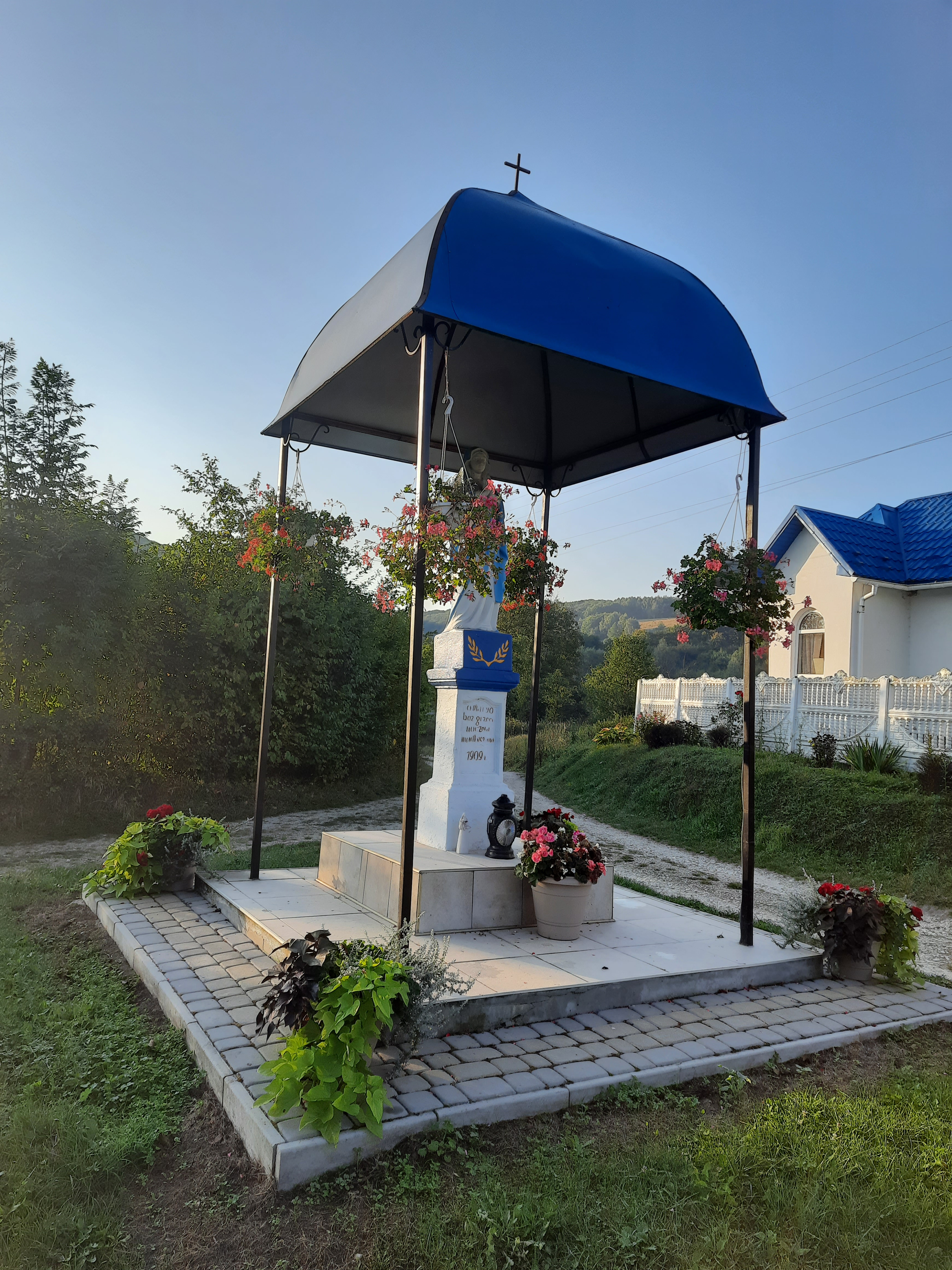
"Фігура" 1909 р

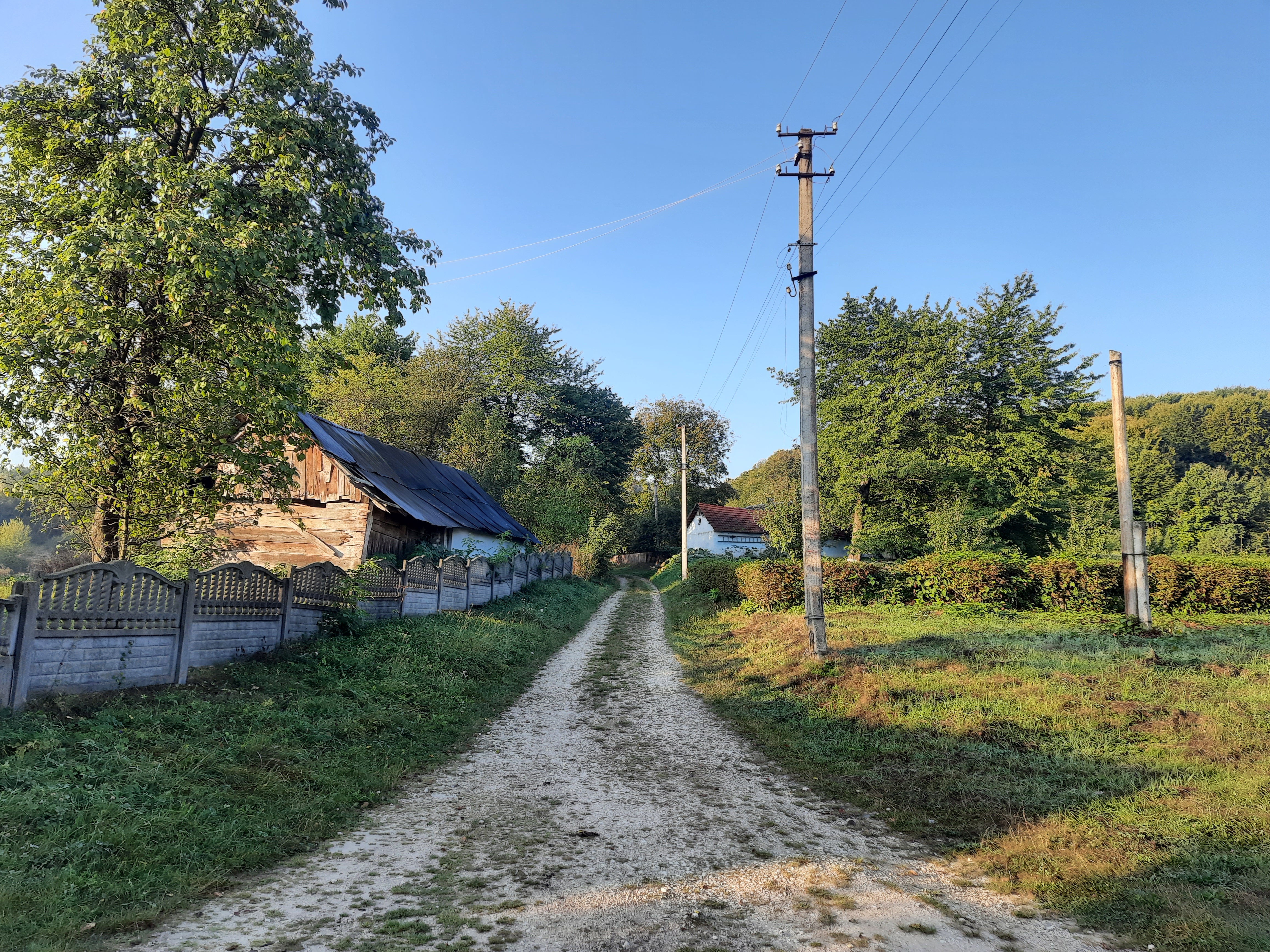
Сільська вулиця

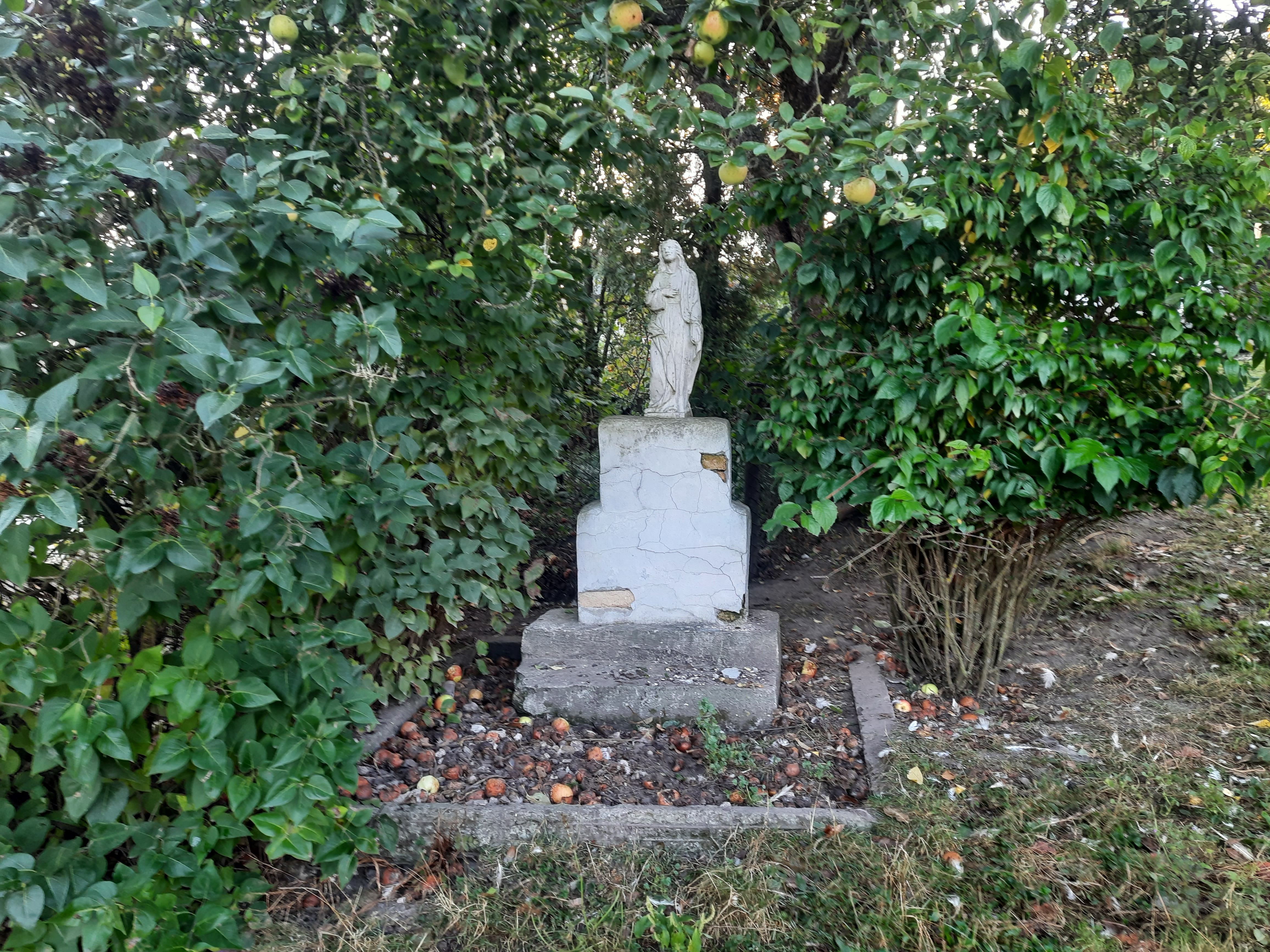
Придорожня "фігура"

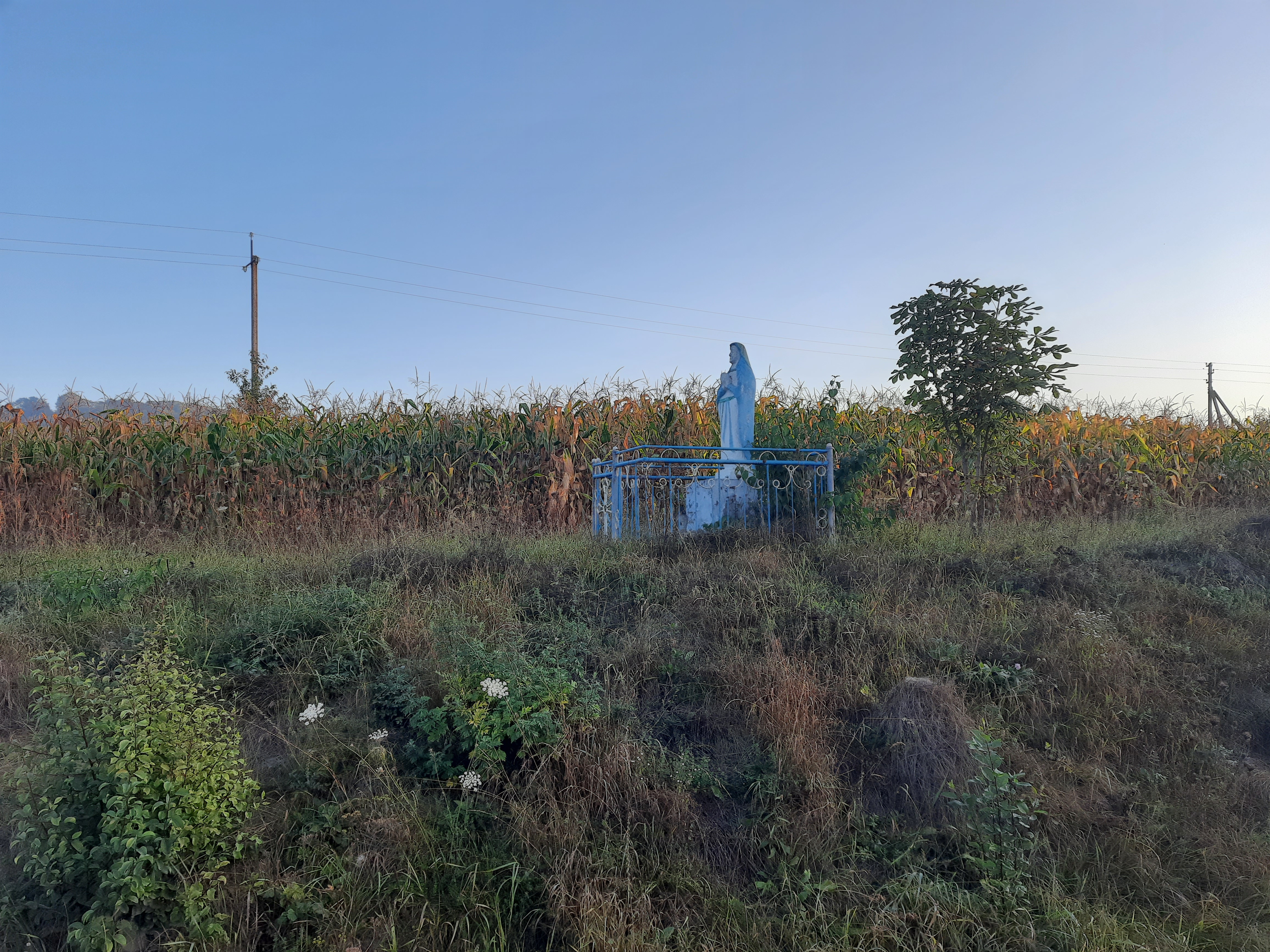
Статуя Божої Матері на околиці села

Гу́тисько —  село в Україні, у Нараївській сільській громаді Тернопільського району Тернопільської області. До 5 квітня 2019 року підпорядковане Підвисоцькій сільраді. 
Населення — 114 осіб (2003). Дворів — 46.
Проживають переселенці з Польщі.
Гутисько — один із центрів художнього різьблення по дереву. У селі відбулися 2 перших крайових фестивалі лемківської культури (1999, 2000).

## Географія
У селі є 1 вулиця — Шевченка.

### Природні ресурси
Гутисько багате своїми джерелами. Карстовими печерами — теж. Нині спелеологи досліджують «Опільську». Здавна до цього села люди ходили по лікарські рослини. Цілющого зілля тут можна було назбирати різного. Анемона розлога, дев'ятисил осотовий, гніздівка звичайна, зозулинець, вовчі ягоди пахучі, ясенець білий (неопалима купина)… Їх загалом 24 види, які занесені до Червоної книги України. Ростуть-проростають на шістдесяти гектарах гутиської землі. І на схилах місцевої гори Голиця — теж. Напровесні її прикрашає фіолетовим світлом сон, а коли цвіте ковила, то все навкруг стає білим-білим. Зрештою, тутешні мешканці через це й називають гору Білою, науковці ж нарекли Голицею, звернувши увагу на вапняки, які ніби оголюють її шпиль. Наприкінці 1982 року за постановою уряду тодішньої радянської влади створили Голицький загальнодержавний ботанічний заказник. Нині він під охороною Тернопільського національного педагогічного університету ім. Володимира Гнатюка. Тут діє біостаціонар, де проходять навчально-польову практику студенти кількох факультетів цього вишу. Вони проводять досліди, відтак на основі результатів цих досліджень пишуть курсові чи дипломні роботи. Утім, це й місце проведення багатьох всеукраїнських і міжнародних наукових конференцій. До речі, понад сто науковців і студентів із Польщі, США, Канади, Італії відвідали Голицький заказник і біостаціонар. Не менше побувало тут і українських учених, які досліджують тутешній рослинний і тваринний світ.
Колишня завідувачка Галицького біостаціонару Надія Троян написала й видала книгу «Гутисько: роки, долі, події». Разом з такими дієвими, як сама, зорганізували перший та другий фестиваль лемківської культури «Дзвони Лемківщини». Щоправда, згодом це свято перенесли до міста Монастириської. У майже сторічній хатині також відкрили музейний відділ лемківського побуту. Нецьки (ночви), дійниця, миски, масничка, кошик для збирання бурівок (чорниць), ткацький верстат, бамбетель, народний одяг і ще багато-багато давніх речей етнічної гілки українців побачите тут. До речі, масничками й нині в селі користуються. Адже ледь не в кожному дворі тримають корову, тож є молоко й можливість самим збивати масло. Є в Гутиську й музей лемківського різьбярства. Обидва ці відділи, де шанують старожитності та талант, за рішенням райради стали філіями Бережанського краєзнавчого музею.

### Клімат
Для села характерний помірно континентальний клімат. Гутисько розташоване у «холодному Поділлі» — найхолоднішому регіоні Тернопільської області.
| Клімат Гутиська           | Клімат Гутиська | Клімат Гутиська | Клімат Гутиська | Клімат Гутиська | Клімат Гутиська | Клімат Гутиська | Клімат Гутиська | Клімат Гутиська | Клімат Гутиська | Клімат Гутиська | Клімат Гутиська | Клімат Гутиська | Клімат Гутиська |
| Показник                  | Січ.            | Лют.            | Бер.            | Квіт.           | Трав.           | Черв.           | Лип.            | Серп.           | Вер.            | Жовт.           | Лист.           | Груд.           | Рік             |
| Середній максимум, °C     | −1,7            | −0,4            | 4,4             | 12,2            | 18,2            | 21,4            | 22,7            | 22,2            | 17,9            | 12,2            | 5,1             | 0,3             | 11              |
| Середня температура, °C   | −4,6            | −3,3            | 0,8             | 7,5             | 12,9            | 16,2            | 17,4            | 16,8            | 12,9            | 7,7             | 2,2             | −2,2            | 7               |
| Середній мінімум, °C      | −7,5            | −6,1            | −2,7            | 2,8             | 7,7             | 11,0            | 12,2            | 11,5            | 7,9             | 3,3             | −0,6            | −4,7            | 2               |
| Норма опадів, мм          | 34              | 33              | 36              | 53              | 82              | 96              | 100             | 75              | 58              | 40              | 39              | 43              | 689             |
| ------------------------- | --------------- | --------------- | --------------- | --------------- | --------------- | --------------- | --------------- | --------------- | --------------- | --------------- | --------------- | --------------- | --------------- |
| Джерело: climate-data.org |                 |                 |                 |                 |                 |                 |                 |                 |                 |                 |                 |                 |                 |

## Історія
У 1880 році - присілок Підвисокого. Тут проживало  377 римо-католиків.
У селі поховані турецькі офіцери(1916) 
Від 1934 у складі гміни Великі Глібовичі.
До Другої світової війни в селі проживали переважно поляки. Та щойно землі Польщі звільнилися від німецької окупації, комуністичний режим одразу ж узявся за насильне переселення українського та польського народів. Етнічних українців, що проживали на правічних своїх землях Лемківщини, Холмщини, Надсяння, Підляшшя, депортували в Україну.
«Мені було дев'ять років, коли українців почали переселяти з Польщі, — пише Катерина Григорівна Бердаль. — Звезли на станцію Оробик, звідкіля нас мали відправляти в Україну. Цілий місяць чекали, страх перед невідомістю охоплював усіх. Був травень, нас нарешті посадили в товарні вагони й повезли в Галичину. Продукти закінчилися, і хто мав більший запас їжі, ділився з іншими». «Товарняки» були відкриті (без покрівлі). Худобу завантажували в останній вагон, — це вже зі спогадів Михайла Семеновича Іляша. — Коли прибули на станцію Потутори Бережанського району, сподівалися, що поневіряння наші закінчаться. Але житла не було. Чоловіки шукали його в навколишніх селах. Жінки ж доглядали дітей, а також ходили просити їжі". Так Гутисько стало лемківським селом на Бережанщині (лише шестеро місцевих мешканців нині тут залишилося).
У повоєнний час у селі налічувалося 170 дворів. Колгоспне життя було нестерпним. Тож потихеньку лемки полишали нове поселення й вливалися в громади Львова, Тернополя, Трускавця, Моршина, інших міст. У шістдесятих роках Гутисько потрапило до розряду неперспективних, тут забороняли будувати нові хати, дорогу. Гутищанам знову випадала доля переселення. Але не всі їй скорилися.
Місцевий ландшафт нагадував лемкам їхні Бескиди — край, з якого «будівники світлого майбутнього» вирвали їх силоміць, із корінням. Тепер налічується 50 дворів.
12 червня 2020 року, відповідно до розпорядження Кабінету Міністрів України № 724-р «Про визначення адміністративних центрів та затвердження територій територіальних громад Тернопільської області» увійшло до складу Нараївської сільської громади.
19 липня 2020 року, в результаті адміністративно-територіальної реформи та ліквідації Бережанського району, село увійшло до складу Тернопільського району.

## Населення
Населення села в минулому:
| Рік  | Число осіб | Українців греко-католиків | Поляків та римо-католиків | Євреїв |
| ---- | ---------- | ------------------------- | ------------------------- | ------ |
| 1900 | 440        | 14                        | 411                       | 15     |
| 1939 | ▲ 590      | ▼ 10                      | ▲ 570                     | ▼ 10   |

За даними перепису населення 2001 року мовний склад населення села був таким:
| Мова       | Число ос. | Відсоток |
| ---------- | --------- | -------- |
| українська |           | 98,36    |
| російська  |           | 1,64     |

## Політика
Від 28 квітня 2012 року село належить до виборчого округу 165.

### Парламентські вибори, 2019
На позачергових парламентських виборах 2019 року у селі функціонувала окрема виборча дільниця № 610037, розташована у приміщенні народного дому.
Результати
- зареєстровано 87 виборців, явка 54,02%, найбільше голосів віддано за «Слугу народу» — 53,19%, за «Європейську Солідарність» — 14,89%, за «Голос» — 8,51%[13]. В одномандатному окрузі найбільше голосів отримав Володимир Кісілевич (Слуга народу) — 40,43%, за Івана Чайківського (самовисування) — 21,28%, за Тараса Юрика (Європейська Солідарність) — 14,89%[14].

## Культура та мистецтво
Гутисько заселили переважно мешканці сіл Балутянка та Вілька із Сяноцького повіту Польщі. Ці поселення славилися на всю Лемківщину своїми різьбярами. Звісно, різьбярську справу, традиції вони стали розвивати й на Тернопіллі. Виготовляли декоративні тарелі, таці, скриньки й інше начиння. Займалися й об'ємною різьбою — вирізуванням фігур птахів і тварин. Майже сімдесят народних умільців-різьбярів творили славу собі й Гутиську. Брали участь у всеукраїнських і тодішніх всесоюзних виставках. Багато хто з них працював у артілі ім. Лесі Українки у Львові, художньому фонді, сувенірному цеху Бережанського держлісгоспу. Ольга Тимошенко теж працювала в райцентрі. Різьбленням по дереву займалися її батько й брати. Каже, у шість років уже почала прилучатися до народних промислів. Тато не забороняв. Хоча нині вважає, що різьбярство не жіноча справа. Проте без нього не може ні дня. Коли здоров'я погіршилося й змушена була робити важку операцію, то переживала, чи зможе надалі різьбити. Зараз вона знову щоденно у своїй майстерні. Разом із чоловіком Ярославом і синами Василем та Євгеном. До речі, мати чоловіка приїхала до Гутиська з Вінниччини. Їй сподобалося жити серед цих чудових людей. Згодом Ярослав Тимошенко взявся опановувати премудрості лемківського різьблення по дереву. Уже сорок років творить. Що потрібно різьбяру в роботі? Безперечно, щонайперше — талант, а ще вправні руки, бажання, художня уява, терпіння й, звичайно ж, якісний матеріал. Переважно для роботи використовують липу. Самі її сушать.
З-під вправних рук Ольги Федорівни та Ярослава Андрійовича вийшли сотні й сотні різних виробів. З липи завдяки їм постали скульптури різних тварин і птахів. Серед улюблених власних робіт Ольги Тимошенко — «Козак на коні», «Дівчина ворожить на ромашці».

## Сьогодення
У повоєнний час тут було 170 дворів, тепер — 56. Таке значне зменшення кількості садиб — гіркий слід від радянського тавра «неперспективне». Тож мешканці роблять усе, аби в села було майбутнє. Збудували церкву, відремонтували дорогу, відновили залізничну станцію, провели до осель природний газ, довели до ладу народний дім, відкрили школу й фельдшерсько-акушерський пункт і навіть заклали парк. Істотну допомогу в цьому відчували від місцевої влади, спонсорів. Але, безперечно, проблем у села ще чимало. Передовсім виробничих. Підвисоцький сільський голова Ольга Малиняк каже, що живе клопотами Гутиська, як і Підвисокого та Демні, що входять до складу однієї сільради. Та нині взагалі всім українським селам замало лише турботи місцевих органів самоврядування. Потрібні й вагома державна підтримка, стратегія розвитку сіл.

### Пам'ятки
Є церква Успіння Пресвятої Богородиці (1991; кам'яна; ПЦУ). Встановлена фігура Матері Божої (1909).
На території Гутиська розташований ботаніко-ентомологічний заказник загальнодержавного значення «Голицький».

### Соціальна сфера
Діє ЗОШ 1 ступеня.

### Культурне життя
У 1997 відбулося перше свято села.
У селі Гутисько часто відбуваються народні гуляння під назвою Лемківська ватра . Це крайовий фестиваль лемківської культури, у якому беруть участь лемківські художні етнографічні колективи та окремі виконавці західних областей України.

## Відомі люди
Народилися
- Микола Одрехівський (нар. 1953) — український економіст.